# Степан Остоич
Степан Остоич (босн. Stjepan Ostojić/Стјепан Остојић) — король Боснии в 1418—1421 годах.
Степан Остоич был единственным законным сыном короля Степана Остоя и королевы Куявы. В 1415 году Степан Остоя развёлся с Куявой ради женитьбы на богатой вдове Елена Нелипчич, однако в 1418 году умер, и Степан Остоич стал новым королём.
Под влиянием матери молодой король тут же арестовал Елену Нелипчич, которая впоследствии умерла в заключении при неясных обстоятельствах. В 1419 году был подтверждён союз между королевством Босния и республикой Венеция. Однако Стефан Остоич не смог утвердить свою власть. В 1420 году в Боснию вернулся Твртко II, и в 1421 году с помощью Османской империи отнял трон у Степана Остоича.
После потери трона Степан Остоич исчез со страниц исторических хроник.